# Szecskó Péter
Szecskó Péter (Budapest, 1950. december 29. – Kecskemét, 2021. január 14.) magyar grafikusművész, illusztrátor, festő.

## Életpályája
Édesapja Szecskó Tamás, ismert grafikusművész, könyvillusztrátor. Családjában többen is grafikusok lettek, így apai nagybátyja Szecskó András és felesége, Szecskó Ilona is, illetve nagynénjének Szecskó Verának férje Varga Imre is. Testvéreiről mondta: 

„ …Tamás bátyám képszerkesztő, Ágnes húgom a Forster Gyula Nemzeti Örökségvédelmi és Vagyongazdálkodási Központ könyvtárának vezetője. Az ő nevéhez fűződik többek között Mérei Ferenc ─ Binét Ágnes: Ablak-Zsiráf, Benedek Elek: A farkas és a róka, Felix Salten: Perri könyvek illusztrálása.”

A Babits Mihály utcai általános iskolába járt. Édesapjának köszönhetően, az alkotóházakban töltött nyaralások idején, már gyermekfejjel lehetősége nyílt nagy kortárs művészek (például Domanovszky Endre, Reich Károly, Würtz Ádám) világát megismernie. Középiskolai tanulmányait a budapesti Toldy Ferenc Gimnáziumban végezte és ebben az időszakban egyik alapító tagja volt a Zebegényi Képzőművészeti Szabadiskolának. Érettségi után munkába állva, volt kiállításrendező, műszaki rajzoló, dekoratőr és szobrászsegéd is. Mesterei voltak: az édesapja, Szecskó Tamás, Gyémánt László, Vinkler László, Fischer Ernő. Szegeden a Juhász Gyula Tanárképző Főiskolán rajz-biológia szakon szerzett diplomát. Többször járt a zebegényi alkotótáborban és a Művészeti Alap Alkotóházaiban Zsennyén, Hódmezővásárhelyen, Mártélyon és Siklóson. Könyvillusztrálással 1974 óta foglalkozott, első megbízását még főiskolásként kapta a Móra Kiadótól, azóta több mint félszáz könyve jelent meg, a Móra, a Corvina és a Tankönyvkiadónál. Rajzai többször szerepeltek a frankfurti, bolognai, budapesti könyvfesztiválokon. Az általa illusztrált könyvek közül többet kiadtak német, francia, orosz, cseh nyelven is. Az Afrika, India: vadállatok őshona című kiadvány az év legszebb könyve elismerést kapta 1980-ban. Felix Salten Bambi című világhírű regényének illusztrációs változata több kiadást is megért. A könyvek mellett folyóiratokban, hetilapokban is (Új Tükör, Képes Újság, Kincskereső) megjelentek rajzai. 1979-től a Magyar Népköztársaság Művészeti Alapjának illetve jogutódjának a Magyar Alkotóművészek Országos Egyesületének tagja volt, valamint egyik alapítója a Magyar Illusztrátorok Társaságának. 2010-ben Kiskunfélegyháza Város Művészeti Tevékenységéért kitüntetést vette át. Alkotásaival több egyéni és csoportos kiállításon szerepelt idehaza és külföldön is. 1979 óta Kiskunfélegyházán élt és alkotott.

## Könyvillusztrációiból
- Dr. Széky Pál: Korunk könyvesbiológiája (Tankönyvkiadó, 1975)
- Jack London: A kalózhajó (Móra, 1975)
- Jakovlev: Barátom az oroszlán (Móra, 1977)
- Cecil Bodker: A szellemleopárd (Móra, 1977)
- Tasnádi Kubacska András: Hangyácska (Móra, 1977)
- Gavriil Trojepolszkij: Feketefülű fehér Bim  (Móra, 1978)
- Holdas Sándor-Szecskó Péter: Fészkek, odúk, bölcsők (Móra, 1979)
- Dala László: Mit mesélnek a hegyek? (Móra, 1980)
- Padisák Mihály: Gyalog Juli (Móra, 1981)
- András Tasnádi Kubacska: Die kleine Ameise  (Corvina, 1981)
- Fekete István: Lutra (Móra, 1982)
- Herman Ottó: Erdők, rétek, nádasok (Móra, 1986)
- Geréb László: Búvár Kund (Móra, 1987)
- Pénzes Bethen: Állatkerti boszorkánykonyha (Móra, 1988)
- Krúdy Gyula: A komáromi fiú (Móra 1990)
- Felix Salten: Bambi (Móra 1991)
- Felix Salten: Bambi gyermekei (Móra, 1992)
- Szepesi Attila: A mikulás lámpája (Móra, 1993)

## Egyéni kiállításaiból
- Kiskunfélegyháza (1985)
- Kecskemét (1986)
- Baja (1987)
- Kiskunfélegyháza (1989)
- Gárdony (1993)
- Tisztaalpár (1996)
- Bagnole sur Chez (Franciaország) (1998)

## Díjai, elismerései
- "Szép könyv" Nívódíj (1979)  Holdas – Szecskó: Fészkek, odúk, bölcsők (Móra Kiadó)
- Év legszebb könyve (1980)  Tandori – Szecskó: Afrika, India vadállatok őshona (Móra Kiadó)
- Díjazott magyar illusztrált könyv (2002)  Salten – Szecskó: Bambi (Móra Kiadó, 1995-ös, 6. kiadás)
- Holló László-díj (2007)
- "Kiskunfélegyháza Város Művészeti Tevékenységéért" (2010)